# Prêmio da Música Brasileira para Melhor Intérprete de Sertanejo
O Prêmio da Música Brasileira para Melhor Intérprete de Sertanejo é concedido anualmente desde 2024 pela tradicional premiação musical. A categoria surgiu com a introdução de novas categorias dedicadas ao gênero sertanejo, separando-se da categoria de Melhor Intérprete de Canção Popular.
A categoria "Intérprete" substituiu em 2023 as categorias "Cantor" e "Cantora", permitindo a inclusão de pessoas não-binárias.  Essa mudança foi feita para tornar a premiação mais inclusiva e representativa.

## Vencedores e indicados
| Ano  | Vencedor(a)     | Indicados                                                      | Ref.  |
| ---- | --------------- | -------------------------------------------------------------- | ----- |
| 2024 | Roberta Miranda | - Ana Castela - Lauana Prado - Paula Fernandes - Simone Mendes | [ 3 ] |